# The Europeans
The Europeans (em português: Os Europeus: um rascunho) é um romance escrito por Henry James, publicado em 1878. É essencialmente uma comédia, contrastando o comportamento e atitudes de dois visitantes da Europa com os de seus parentes vivendo no ‘novo’ mundo da Nova Inglaterra. O romance foi publicado como série em The Atlantic Monthly, entre julho e outubro de 1878. James fez inúmeras revisões secundárias para a publicação em livro, lançada no mesmo ano.

## Enredo
A história começa em Boston e na Nova Inglaterra, em meados do século XIX, e descreve dois irmãos europeus mudando do “velho” para o “novo” mundo. Os dois protagonistas são Eugenia Munster e Felix Young, que, desde sua infância viveram na Europa, mudando-se da França para a Itália, e da Espanha para a Alemanha. Neste último lugar, Eugenia realizou um casamento desigual com o príncipe Adolf de Silberstadt-Schreckenstein, o irmão mais novo do príncipe reinante, que acabou sendo pressionado por sua família a desfazer o casamento por motivos políticos. Por causa disso, Eugenia e Felix decidem viajar para a América, para encontrar primos distantes, para que Eugenia possa “encontrar sua sorte” na forma de um marido americano rico.
Todos os primos vivem no interior, ao redor de Boston, e passam seu tempo juntos. O primeiro encontro com eles é também a primeira visita de Felix a sua família. A família do senhor Wentworth é puritana, distante dos hábitos europeus. Felix fica fascinado pelo patriarcal sr. Wentworth, por seu filho, Cliford, e pelas duas irmãs, Gertrude e Charlotte. Eles passam um longo tempo junto com o senhor Robert Acton e sua irmã Lizzie, os vizinhos.
A reação de Eugenia após esta primeira aproximação difere da de Felix. Ela não está muito interessada em dividir seu tempo com este círculo. Não gosta das damas da família e não quer visitá-los com freqüência. Em contraste, seu irmão está contente de dividir seu tempo ocioso com Charlotte e Gertrude, passando horas na piazza ou no jardim, criando retratos das duas jovens.